# Ridgefield Park
Ridgefield Park és una població dels Estats Units a l'estat de Nova Jersey. Segons el cens del 2008 tenia 12.370 habitants.

## Demografia
Segons el cens del 2000, Ridgefield Park tenia 12.873 habitants, 5.012 habitatges, i 3.242 famílies. La densitat de població era de 2.873 habitants/km².
Dels 5.012 habitatges en un 29,7% hi vivien nens de menys de 18 anys, en un 49,7% hi vivien parelles casades, en un 11,2% dones solteres, i en un 35,3% no eren unitats familiars. En el 29,6% dels habitatges hi vivien persones soles el 9,5% de les quals corresponia a persones de 65 anys o més que vivien soles. El nombre mitjà de persones vivint en cada habitatge era de 2,56 i el nombre mitjà de persones que vivien en cada família era de 3,24.
Per edats la població es repartia de la següent manera: un 22,4% tenia menys de 18 anys, un 7,2% entre 18 i 24, un 34,4% entre 25 i 44, un 23,1% de 45 a 60 i un 12,9% 65 anys o més.
L'edat mediana era de 37 anys. Per cada 100 dones de 18 o més anys hi havia 88,6 homes.
La renda mediana per habitatge era de 51.825 $ i la renda mediana per família de 62.414 $. Els homes tenien una renda mediana de 44.507 $ mentre que les dones 35.217 $. La renda per capita de la població era de 24.290 $. Aproximadament el 4,7% de les famílies i el 6,7% de la població estaven per davall del llindar de pobresa.

## Poblacions més properes
El següent diagrama mostra les poblacions més properes.